# Comuna Nordanstig
Nordanstig (Nordanstigs kommun) este o comună din comitatul Gävleborgs län, Suedia, cu o populație de 9.491 locuitori (2013).

## Geografie

### Zone urbane
Lista celor mai mari zone urbane din comună (anul 2015) conform Biroului Central de Statistică al Suediei:
| Nr | Zona urbană | Pop.  |
| -- | ----------- | ----- |
| 1  | Bergsjö     | 1.292 |
| 2  | Gnarp       | 1.199 |
| 3  | Harmånger   | 592   |
| 4  | Ilsbo       | 453   |
| 5  | Strömsbruk  | 360   |
| 6  | Stocka      | 340   |
| 7  | Hassela     | 329   |
| 8  | Jättendal   | 258   |

## Demografie
| \| Evoluția demografică în comuna Nordanstig, 1970–2015 \| Evoluția demografică în comuna Nordanstig, 1970–2015 \| Evoluția demografică în comuna Nordanstig, 1970–2015 \| Evoluția demografică în comuna Nordanstig, 1970–2015 \| Evoluția demografică în comuna Nordanstig, 1970–2015 \| \| ----------------------------------------------------------------------------------------------------- \| ---------------------------------------------------- \| ---------------------------------------------------- \| ---------------------------------------------------- \| ---------------------------------------------------- \| \| An \| \| \| Locuitori \| \| \| 1970 \| 1970 \| \| 11469 \| 11469 \| \| 1975 \| 1975 \| \| 11576 \| 11576 \| \| 1980 \| 1980 \| \| 11962 \| 11962 \| \| 1985 \| 1985 \| \| 11603 \| 11603 \| \| 1990 \| 1990 \| \| 11541 \| 11541 \| \| 1995 \| 1995 \| \| 11084 \| 11084 \| \| 2000 \| 2000 \| \| 10282 \| 10282 \| \| 2005 \| 2005 \| \| 9847 \| 9847 \| \| 2010 \| 2010 \| \| 9611 \| 9611 \| \| 2015 \| 2015 \| \| 9490 \| 9490 \| \| Sursa: SCB - Statistika Centralbyrån, Folkmängd efter region, civilstånd, ålder och kön. År 1968–2016 \| \| \| \| \| |      |  |           |       |
| Evoluția demografică în comuna Nordanstig, 1970–2015 |      |  |           |       |
| An |      |  | Locuitori |       |
| 1970 | 1970 |  | 11469     | 11469 |
| 1975 | 1975 |  | 11576     | 11576 |
| 1980 | 1980 |  | 11962     | 11962 |
| 1985 | 1985 |  | 11603     | 11603 |
| 1990 | 1990 |  | 11541     | 11541 |
| 1995 | 1995 |  | 11084     | 11084 |
| 2000 | 2000 |  | 10282     | 10282 |
| 2005 | 2005 |  | 9847      | 9847  |
| 2010 | 2010 |  | 9611      | 9611  |
| 2015 | 2015 |  | 9490      | 9490  |
| Sursa: SCB - Statistika Centralbyrån, Folkmängd efter region, civilstånd, ålder och kön. År 1968–2016 |      |  |           |       |